# Himno de Tabasco
El Himno de Tabasco llamado también Marcha Tabasco es el himno oficial del Estado de Tabasco, en México. Fue escrito por el poeta Ramón Galguera Noverola y compuesto por Efraín Pérez Cámara, se entona por decreto oficial, en actos públicos y celebraciones cívicas como un himno de identidad del pueblo de Tabasco.

## Letra
Himno triunfal,
canta Tabasco y es su luz,
luz inmortal
que da a su cauce en plenitud
Alza su voz
que es de trabajo y libertad,
y es un ejemplo
en el estadio nacional.
Para cantar
a mi Tabasco he de encender,
todo el caudal
de luz que da el amanecer.
Porque al cantar
dice por mí el Conquistador,
¡Es esta tierra
la mejor que alumbra el Sol!